# 諸法実相
諸法実相（しょほうじっそう、梵: dharmatā）とは、仏教において、全ての存在のありのままの真実の姿のこと。

## 語義
諸法実相は仏教の真理を指す言葉の一つであり、大乗仏教の根本思想であるが、その意義は宗派ごとに様々である。

### 三論宗
三論宗では、空理を諸法の実相とする。

### 天台宗
天台宗では、諸法実相をいう場合に三重の区別があり、初重は因縁所生の諸法がそのまま空であることを指して実相とする。二重は、空と有を諸法とし、別に中道第一義諦の理を立てて実相とする。三重は、差別の現象を全て諸法といい、その諸法が三諦円融している真実のあり方を指して実相とする。

### 日蓮宗
日蓮宗では、本門の題目に関して諸法実相の意を解釈する。

### 禅宗
禅宗では、本来の面目が諸法の実相をあらわすものとする。

### 浄土真宗
浄土真宗では、真如の理を諸法実相とし、南無阿弥陀仏の名号を実相法と呼ぶ。